# Эмильена д’Алансон
Эмильена д’Алансон (фр. Émilienne d'Alençon, собственное имя Эмили Андре, фр. Émilie André, 18 июля 1869, Париж — 14 февраля 1945, Монако) — французская актриса и танцовщица, звезда Прекрасной эпохи.

## Биография
Красавица парижского полусвета, где появилась в 1885 году. Год проучилась в Консерватории драматического искусства. Дебютировала танцовщицей в «Летнем цирке» столицы (1889), затем выступала в Казино де Пари, кабаре Фоли-Бержер, парижском мюзик-холле «Ла Скала» на Страсбургском бульваре, в концертном зале Олимпия, театре Варьете и других. Гастролировала в Лондоне. Соперничала с Лианой де Пужи и Каролиной Отеро; их называли «тремя грациями Прекрасной эпохи».
В 1906 году покинула сцену. Похоронена в Париже на кладбище Батиньоль.

## Творчество

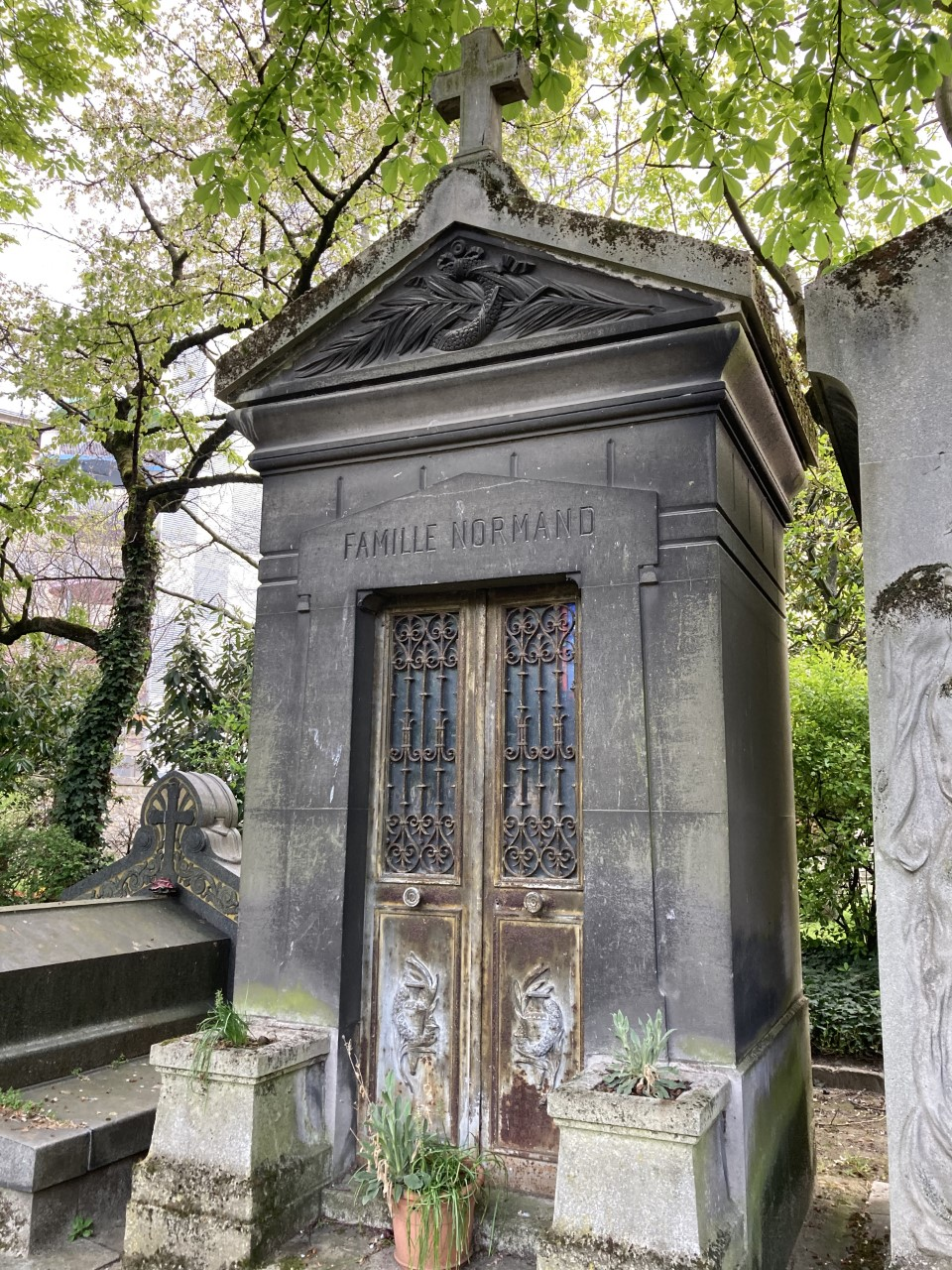
Могила.

Публиковала стихи и пьесы.

## Личная жизнь
Среди её интимных друзей были герцог Жак д’Юзес, бельгийский король Леопольд II, офицер и игрок, любовник Коко Шанель Этьен Бальзан, жокей Перси Вудленд, у неё была связь с поэтессой Рене Вивьен. Её рисовали Тулуз-Лотрек, Жюль Шере. Ею восхищался Марсель Пруст. С ней был знаком князь Феликс Юсупов, о чём рассказано в его мемуарах.

## Коллекция
Фарфор и драгоценности д’Алансон были проданы с молотка в 1931 году, был издан их каталог.

## Образ в литературе
Как яркая примета времени фигурирует в романах:
- Сименона («Четыре дня бедного человека»)
- Лео Мале («За Лувром рождается солнце»)
- Бенцони («Гордая американка») и других.

## Образ в кино
Одна из героинь фильма «Одинокая Шанель» (1981, её роль исполнила Карен Блэк).
В фильме «Коко до Шанель» (2009), Эмильену д’Алансон играет актриса Эмманюэль Дево.